# Regent

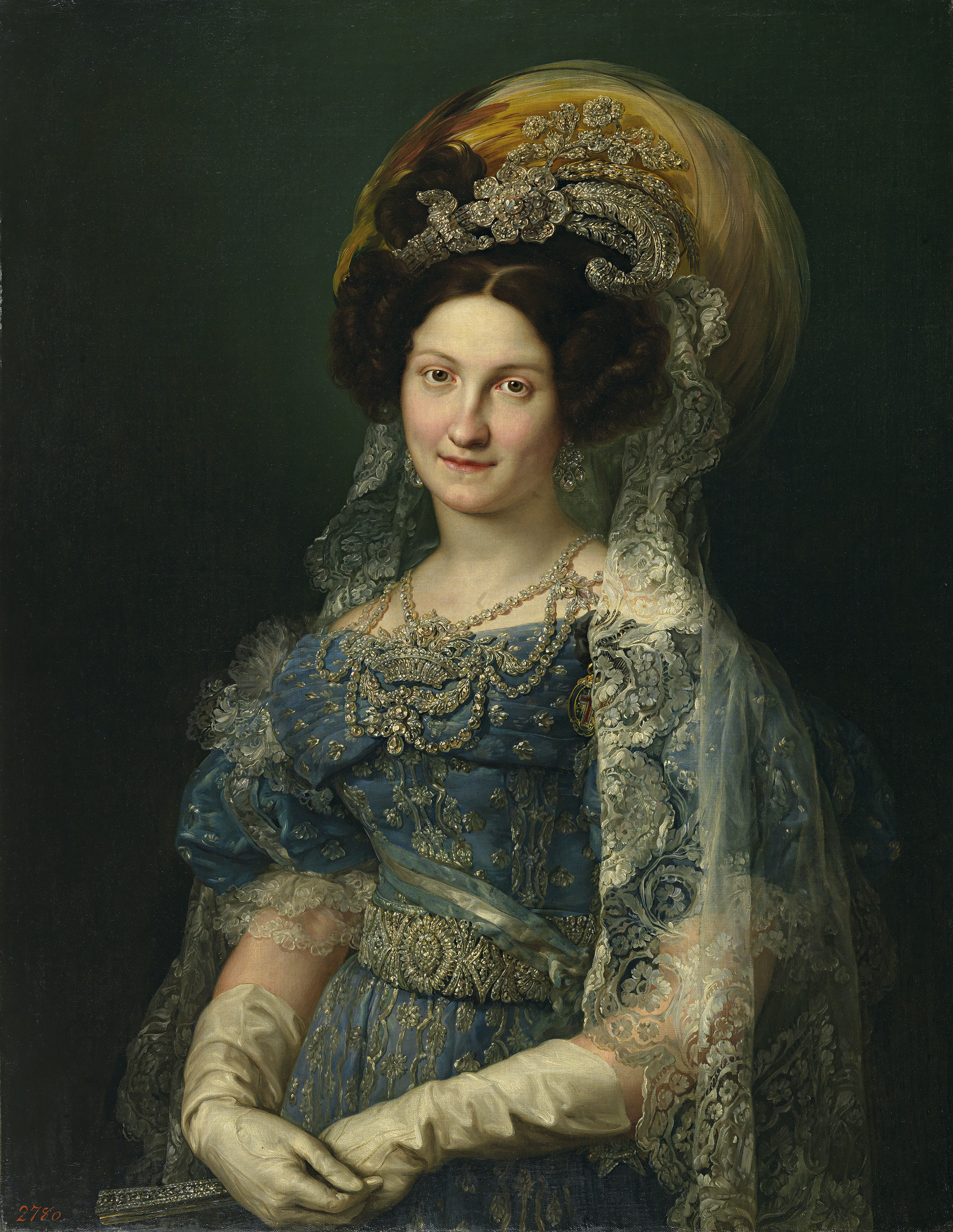
Maria Cristina fou regent d'Espanya durant la minoria d'edat de la seva filla Isabel II entre 1833 i 1840.

El regent (del llatí regens, 'aquell qui governa') és la figura que substitueix la del rei en una monarquia quan aquest és menor, es troba absent o és incapacitat. El mandat d'un regent o regents s'anomena regència. Si el regent que té aquesta posició és en la línia de successió familiar, se sol utilitzar el terme compost príncep regent; si el regent d'un menor és la seva mare, se sol referir com a reina regent.
En el món de l'empresa s'utilitza també per indicar la persona que, sense ser-ne administrador, en realitza les funcions tant jurídicament com efectiva.